# Іберофони
Іберофони або Пан-іберійський простір (Iberofonía або espacio iberófono o panibérico Іспанською, Iberofonia або espaço iberófono ou panibérico Португальською) — це неологізм, який використовується для позначення іберійськомовних країн, головним чином іспанських та португальських. У цьому сенсі вона охоплює Гістопанофону (Іспанськомовну) та Лузофону (Португаломовну) громади по всьому світу, включаючи 600 мільйонів людей в Іберомовних країнах Америки, 60 мільйонів людей в Європському Піренійському півострові (Португалія, Іспанія, та Андора), 60 мільйонів людей в Португальськомовних африканськіх країнах (Кабо-Верде, Сан-Томе і Принсіпі, Гвінея-Бісау, Ангола та Мозамбік), 1,3 млн людей у Іспаномовній Африці (Екваторіальна Гвінея), 600 тис. людей в Португаломовній Азії (Макао), 1.3 млн людей у Португаломовній Океанії (Східний Тимор) а також величезна лінгвістична діаспора у всьому світі. Організація Іберо-Американських Держав (ОІАД) є наднаціональною асоціацією іберійськомовних країн в Африці, Америці та Європі, тоді як Співдружність португаломовних країн (СПМК) охоплює всі країни, що говорять португальською мовою, в Африці, Америці, Азії, Океанії та Європі. Загальноіберійської організації, що представляє всі іберійські мови, які говорять на кожному континенті, в даний час не існує, хоча посилений інтерес до Іберофонського простору або Іберійського світу спричинив посилення співпраці між ОІАД та СПМК. Терміни «Іберійський світ» «Лусо-латиноамериканський» світ , «багатонаціональний простір іберійськомовних країн» та «Африкансько-Піренейсько-Латиноамериканський простір» також були використані.

## Площа, населення та ВВП
|    | Країна                      | Площа, Км² | Населення (2014) | Ввп (номінальний), млн доларів США $ (2014) |
| -- | --------------------------- | ---------- | ---------------- | ------------------------------------------- |
| 1  | США (Іспаномовна спільнота) | 9,833,520  | 55,387,539       | 1,300,000                                   |
| 2  | Бразилія                    | 8,514,877  | 202,656,788      | 2,353,000                                   |
| 3  | Аргентина                   | 2,780,400  | 43,024,374       | 540,200                                     |
| 4  | Мексика                     | 1,964,375  | 120,286,655      | 1,283,000                                   |
| 5  | Перу                        | 1,285,216  | 30,147,935       | 202,900                                     |
| 6  | Ангола                      | 1,246,700  | 19,088,106       | 128,600                                     |
| 7  | Колумбія                    | 1,138,914  | 46,245,297       | 384,900                                     |
| 8  | Болівія                     | 1,098,581  | 10,631,486       | 34,430                                      |
| 9  | Венесуела                   | 916,445    | 28,868,486       | 205,800                                     |
| 10 | Мозамбік                    | 799,380    | 24,692,144       | 16,680                                      |
| 11 | Чилі                        | 756,102    | 17,363,894       | 256,000                                     |
| 12 | Іспанія                     | 505,370    | 47,737,941       | 1,407,000                                   |
| 13 | Парагвай                    | 406,752    | 6,703,860        | 29,700                                      |
| 14 | Філіппіни                   | 343,448    | 100,134,941      | 284,600                                     |
| 15 | Еквадор                     | 283,561    | 15,654,411       | 100,800                                     |
| 16 | Уругвай                     | 176,215    | 3,332,972        | 55,140                                      |
| 17 | Нікарагуа                   | 130,370    | 5,848,641        | 11,710                                      |
| 18 | Гондурас                    | 112,090    | 8,598,561        | 19,510                                      |
| 19 | Куба                        | 110,860    | 11,047,251       | 77,150                                      |
| 20 | Гватемала                   | 108,889    | 14,647,083       | 60,420                                      |
| 21 | Португалія                  | 92,090     | 10,813,834       | 230,000                                     |
| 22 | Панама                      | 75,420     | 3,608,431        | 43,780                                      |
| 23 | Коста-Рика                  | 51,100     | 4,755,234        | 48,140                                      |
| 24 | Домініканська Республіка    | 48,670     | 10,349 741       | 64,080                                      |
| 25 | Гвінея-Бісау                | 36,125     | 1,693,398        | 1,024                                       |
| 26 | Екваторіальна Гвінея        | 28,051     | 722,254          | 14,310                                      |
| 27 | Беліз                       | 22,966     | 351,694          | 1,704                                       |
| 28 | Сальвадор                   | 21,041     | 6,125,512        | 25,310                                      |
| 29 | Східний Тимор               | 14,874     | 1,201,542        | 4,478                                       |
| 30 | Пуерто-Рико                 | 13,790     | 3,620,897        | 61,460                                      |
| 31 | Кабо-Верде                  | 4,033      | 538,535          | 1,899                                       |
| 32 | Сан-Томе і Принсіпі         | 964        | 190,428          | 341                                         |
| 33 | Андорра                     | 468        | 85,458           | 4,800                                       |
|    | Всього                      | 32,548,398 | 755,668,688      | 8,961,762                                   |